# Sergio Surraco
Sergio Surraco (Lomas de Zamora, 16 de agosto de 1978) es un actor argentino. Se destacó por sus trabajos en cine, televisión y teatro.

## Biografía
Sergio Surraco nació el 16 de agosto de 1978 en Lomas de Zamora. Su interés por la actuación comenzó en la adolescencia cuando se sumó a las clases de teatro Alejandra Boero y luego continuó su formación con Agustín Alezzo.

## Carrera profesional
Surraco inició su carrera en 1997 cuando apareció en la película 24 horas (Algo está por explotar) dirigida Luis Barone. Poco después, realizó algunas participaciones en televisión apareciendo en De corazón (1997), Gasoleros (1998), Verano del 98 (1999) y Buenos vecinos (2000). Más tarde, en 2001, Sergio cobró notoriedad por interpretar a Federico Palacios	en la telenovela EnAmorArte emitida por Telefe.
Aunque no fue hasta el 2002, donde Surraco comenzó a adquirir reconocimiento por su papel en 1000 millones en la cual interpretó a Silvio, el mejor amigo del personaje de Gustavo Bermúdez. Al año siguiente, Sergio se sumó al elenco de la telenovela infantil Rincón de luz (2003) en el papel de Javier Jara. En 2004, personificó a Diego, el villano de la ficción Abre tus ojos, donde se destacó por ser la contrafigura de los personajes de Romina Yan e Iván Espeche.
En 2005, Sergio se convirtió en el protagonista de la obra Numancia dirigida por Daniel Suárez Marzal en el teatro Nacional Cervantes; y a su vez se unió el elenco principal de la telenovela Hombres de honor. En 2006, Surraco integró el elenco de la tira Collar de Esmeraldas, jugando el papel de Roby. En 2007, protagonizó la pieza teatral La Celestina junto a Julieta Díaz. Más tarde, formó parte del elenco de las ficciones Mujeres de nadie (2007), Lalola (2008) y Caín y Abel (2010).
Su siguiente papel destacado fue en la telenovela Herederos de una venganza (2011-2012) de El trece, donde interpretó a Cosme Capogreco quien mantenía un romance con Miguel personificado por Victorio D'Alessandro. En 2013, se estrenó la película histórica Puerta de Hierro, el exilio de Perón, en la cual Sergio encarnó al  guerrillero Rodolfo Galimberti. Ese mismo año, en cine, protagonizó junto a Elena Roger y Esmeralda Mitre el drama musical La vida anterior (2013), donde interpretó a Federico; y además tuvo un pequeño papel en la película Por un tiempo (2013).
En 2014, apareció con un personaje secundario en la película Gato negro y coprotagonizó el filme El karma de Carmen en el rol de Javier. Al año siguiente, tuvo papeles secundarios en los filmes El almuerzo (2015) y Operación México, un pacto de amor (2015). Más tarde, Surraco se unió al elenco de la telenovela Por amarte así (2016-2017) de Telefe, en el papel de Joaquín Quintana, el novio inicial de Mercedes (Brenda Asnicar). En 2017, coprotagonizó la serie de televisión Vida de película, juagando el papel de Pablo.
En 2018, Sergio interpretó a Chance Wayne en la pieza teatral Dulce pájaro de juventud de Tennessee Williams, siendo dirigido por Oscar Barney Finn en el Centro Cultural 25 de Mayo. Ese año, también apareció con un papel en la serie Sandro de América de Telefe. Después, formó parte del elenco adulto de la telenovela infantil Bia, en la cual interpretó a Antonio Gutiérrez y fue transmitida por Disney Channel.
A mediados del 2021, Surraco fue uno de los protagonistas de la obra La fiesta de los chicos dirigida por Ricky Pashkus, donde encarnó a Harold en el teatro Astral. Ese año, coprotagonizó con Mario Alarcón, en cine, la comedia dramática En la cabeza de papá dirigida por Walter Tejblum. En 2022, Surraco fue convocado para protagonizar junto a Betiana Blum la obra teatral La pipa de la paz dirigida por Alicia Muñoz. Ese mismo año, estelarizó la película En la cabeza de papá y realizó una participación especial en la telenovela El primero de nosotros emitida por Telefe.

## Filmografía

### Cine
| Año  | Título                                   | Papel              | Notas        |
| ---- | ---------------------------------------- | ------------------ | ------------ |
| 1997 | 24 horas (Algo está por explotar)        | Andrés             |              |
| 2003 | Ciudad del Sol                           | Nicolás            |              |
| 2004 | Leviatán, el juego                       |                    |              |
| 2011 | Corneas                                  | Lucio              | Cortometraje |
| 2011 | Schafhaus, casa de ovejas                | Ernesto            |              |
| 2013 | Puerta de Hierro, el exilio de Perón     | Rodolfo Galimberti |              |
| 2013 | La vida anterior                         | Federico           |              |
| 2013 | Por un tiempo                            | Socio              |              |
| 2014 | Gato negro                               | Rubén              |              |
| 2014 | El karma de Carmen                       | Javier             |              |
| 2015 | El almuerzo                              | Jefe de operativo  |              |
| 2015 | Operación México, un pacto de amor       | Teniente Daniel    |              |
| 2017 | Soldado argentino solo conocido por Dios | Ramón Molina       |              |
| 2017 | La noche más fría                        | Aldo               |              |
| 2021 | En la cabeza de papá                     |                    |              |
| 2022 | Yo, traidor                              | Darío Ferradas     |              |
| 2023 | Los bastardos                            | «Lagarto»          |              |
| 2023 | La resistencia de la especie             | Ramón              |              |

### Televisión
| Año       | Título                          | Papel                    | Notas                               |
| --------- | ------------------------------- | ------------------------ | ----------------------------------- |
| 1997      | De corazón                      |                          |                                     |
| 1998      | Operación rescate               | Diego                    |                                     |
| 1998      | Gasoleros                       | Frankie                  |                                     |
| 1998      | Las chicas de enfrente          |                          |                                     |
| 1998      | Desesperadas por el aire        |                          |                                     |
| 1999      | Verano del 98                   | Cristian                 |                                     |
| 2000      | Buenos vecinos                  |                          |                                     |
| 2001      | EnAmorArte                      | Federico Palacios        |                                     |
| 2002      | 1000 millones                   | Silvio                   |                                     |
| 2003      | Rincón de luz                   | Javier Jara              |                                     |
| 2003      | Abre tus ojos                   | Diego Pagano             |                                     |
| 2004      | Padre Coraje                    | Rodolfo Pourtalé         |                                     |
| 2005      | Hombres de honor                | Ciro Patter Nostra       |                                     |
| 2005      | Mujeres asesinas                | David                    | Episodio: «Patricia, vengadora»     |
| 2006      | Un cortado, historias de café   |                          |                                     |
| 2006      | Collar de Esmeraldas            | Roberto «Roby» Franchini |                                     |
| 2007      | Mujeres de nadie                | Rafael Gómez             |                                     |
| 2007      | Cara a cara                     | Juan Lavalle             | Episodio: «Sin salida»              |
| 2008      | Lalola                          | Pablo                    |                                     |
| 2008      | Socias                          | Cliente                  | Episodio: «A.D.N.»                  |
| 2010      | Caín y Abel                     | Germán                   |                                     |
| 2011-2012 | Herederos de una venganza       | Cosme Capogreco          |                                     |
| 2011      | Proyecto aluvión                | Piloto                   | Episodio: «El pulqui»               |
| 2012      | Sos mi hombre                   | Leonel Martínez          |                                     |
| 2012      | Amores de historia              | Alejandro                | Episodio: «Mercedes y Alejandro»    |
| 2013      | Historias de corazón            | Andrés                   | Episodio: «Mentiras que duelen»     |
| 2015      | Variaciones Walsh               | Iglesias                 | Episodio: «Trasposición de jugadas» |
| 2015      | El mal menor                    | Pablo Terrero            | Episodio: «Lucas»                   |
| 2016-2017 | Por amarte así                  | Joaquín Quintana         |                                     |
| 2017      | Vida de película                | Pablo                    |                                     |
| 2018      | Sandro de América               | Ejecutivo                | Episodio: «El futuro gran astro»    |
| 2019-2020 | Bia                             | Antonio Gutiérrez        |                                     |
| 2019      | Apache, la vida de Carlos Tévez | Miguel                   | 3 episodios                         |
| 2021      | Bia: un mundo al revés          | Antonio Gutiérrez        | Especial de televisión              |
| 2022      | El primero de nosotros          | Javier Soria             |                                     |

## Teatro
| Año        | Título                                  | Papel          | Lugar                              |
| ---------- | --------------------------------------- | -------------- | ---------------------------------- |
| 1999       | Abue, doble historia de amor            |                | Teatro del Pueblo                  |
| 2000       | La dama duende                          |                | Teatro Presidente Alvear           |
| 2000-2001  | Esa no fue la intención                 | Mauro          | Teatro Del Otro Lado / Andamio 90  |
| 2002       | Mi pelo es rojo                         |                | Teatro Lorange                     |
| 2003-2005  | Paraísos olvidados                      | Paolo Corbera  | Teatro Anfitrión / Teatro El Kafka |
| 2004       | Diaria                                  |                | Teatro El Kafka                    |
| 2004-2005  | Requiem                                 | Kevin          | Teatro Payró / Teatro El Bardo     |
| 2005       | Numancia                                |                | Teatro Nacional Cervantes          |
| 2005       | La isla del fin de siglo                |                | Teatro Nacional Cervantes          |
| 2006       | La profesión de la Señora Warren        |                | Teatro San Martín                  |
| 2006       | En auto                                 | Len            | Teatro Nacional Cervantes          |
| 2006       | La malasangre                           |                | Gira nacional                      |
| 2006       | Otelo, una tragedia                     |                | Teatro Regina                      |
| 2006       | Bodas de sangre                         | El novio       | Teatro Regina                      |
| 2007-2008  | La Celestina                            | Calisto        | Teatro San Martín                  |
| 2007       | Masculino singular                      |                | Teatro Regina                      |
| 2008, 2013 | El león en invierno                     | Ricardo        | Teatro Regina                      |
| 2008       | Whitelocke, un general inglés           | Periodista     | Teatro Nacional Cervantes          |
| 2008       | El amo del mundo                        |                | Teatro Nacional Cervantes          |
| 2009       | La forma de las cosas                   | Phillip        | Multiteatro                        |
| 2009       | La gaviota                              |                | Teatro Regina                      |
| 2009       | Vestir al desnudo                       |                | Teatro Regina                      |
| 2010       | Mucho ruido y pocas nueces              | Benedicto Peña | Teatro San Martín                  |
| 2010       | Viaje de un largo día hacia la noche    | Edmundo        | Teatro San Martín                  |
| 2010       | De casas y melancolías                  |                | Teatro Nacional Cervantes          |
| 2011       | Esa no fue la intención, el reencuentro | Mauro          | Teatro del Abasto                  |
| 2012       | Yerma                                   | Juan           | Teatro Nacional Cervantes          |
| 2013       | Clamor de ángeles                       |                | Teatro Regina                      |
| 2014       | Amarillo                                | Cayo Graco     | Teatro del Pueblo                  |
| 2014       | Expediente 1983                         | Juan           | Teatro Picadero                    |
| 2015-2016  | Madres e hijos                          | Cal            | Multiteatro                        |
| 2015       | Justo en lo mejor de mi vida            | Lucho          | Teatro Regina                      |
| 2016       | Camarines                               | Hijo           | Gira nacional                      |
| 2018       | Dulce pájaro de juventud                | Chance Wayne   | Centro Cultural 25 de Mayo         |
| 2021       | La fiesta de los chicos                 | Harold         | Teatro Astral                      |
| 2022-2023  | La pipa de la paz                       | Daniel         | Gira nacional                      |
| 2023-2024  | Es sólo sexo                            | Rafael         | Teatro Picadilly                   |
| 2024       | Fan                                     | Felipe         | Teatro Devoto                      |
| 2025       | Las chicas solo buscan divertirse       | Alberto        | Teatro Santa Fe                    |

## Premios y nominaciones
| Año  | Organización              | Categoría                                           | Trabajo                              | Resultado | Ref(s) |
| ---- | ------------------------- | --------------------------------------------------- | ------------------------------------ | --------- | ------ |
| 2006 | Premios ACE               | Mejor actor de reparto                              | En auto                              | Nominado  | [ 17 ] |
| 2009 | Premios ACE               | Mejor actor de reparto en comedia                   | La forma de las cosas                | Nominado  | [ 18 ] |
| 2010 | Premios ACE               | Mejor actor protagónico en comedia                  | Mucho ruido y pocas nueces           | Nominado  | [ 19 ] |
| 2011 | Premios ACE               | Mejor actor de reparto en drama                     | Viaje de un largo día hacia la noche | Nominado  | [ 20 ] |
| 2012 | Premios ACE               | Mejor actor de reparto en drama                     | Yerma                                | Nominado  | [ 21 ] |
| 2013 | Premios ACE               | Mejor actor de reparto en drama                     | El león en invierno                  | Nominado  | [ 22 ] |
| 2013 | Premios María Guerrero    | Mejor actor de reparto                              | El león en invierno                  | Nominado  | [ 23 ] |
| 2013 | Premios Florencio Sánchez | Mejor actor de reparto                              | El león en invierno                  | Nominado  | [ 24 ] |
| 2014 | Premios ACE               | Mejor actor protagónico en drama                    | Amarillo                             | Nominado  | [ 25 ] |
| 2014 | Premios Florencio Sánchez | Mejor actor protagónico                             | Amarillo                             | Ganador   | [ 26 ] |
| 2015 | Premios ACE               | Mejor actor protagónico drama y/o comedia dramática | Madre e hijos                        | Ganador   | [ 27 ] |
| 2015 | Premios Florencio Sánchez | Mejor actor protagónico                             | Madre e hijos                        | Nominado  | [ 28 ] |
| 2022 | Premios ACE               | Mejor actor en comedia                              | La pipa de la paz                    | Nominado  | [ 29 ] |